# 瓦勒迪苏瓦尔
瓦勒迪苏瓦尔（法語：Val d'Issoire，法語發音：[val diswaʁ]）是法国上维埃纳省的一个市镇，属于贝拉克区。该市镇于2016年由原市镇比西耶尔博菲和伊苏瓦尔河畔梅济耶尔合并而成。

## 地名
“瓦勒迪苏瓦尔”（Val d'Issoire）一名在法语中意为“伊苏瓦尔河谷”。

## 地理
瓦勒迪苏瓦尔（46°6'30"N, 0°54'42"E）面积71.6 平方千米，位于法国新阿基坦大区上维埃纳省，该省份为法国中西部省份，北起顺时针与安德尔省、克勒兹省、科雷兹省、多爾多涅省、夏朗德省和维埃纳省接壤。
与瓦勒迪苏瓦尔接壤的市镇（或旧市镇、城区）包括：布隆、加茹贝尔、努伊克、佩拉德贝拉克、圣博内德贝拉克、伊索普河畔圣马夏尔、布里亚克、奥拉杜尔法奈、莱泰尔、圣克里斯托夫。
瓦勒迪苏瓦尔的时区为UTC+01:00、UTC+02:00（夏令时）。

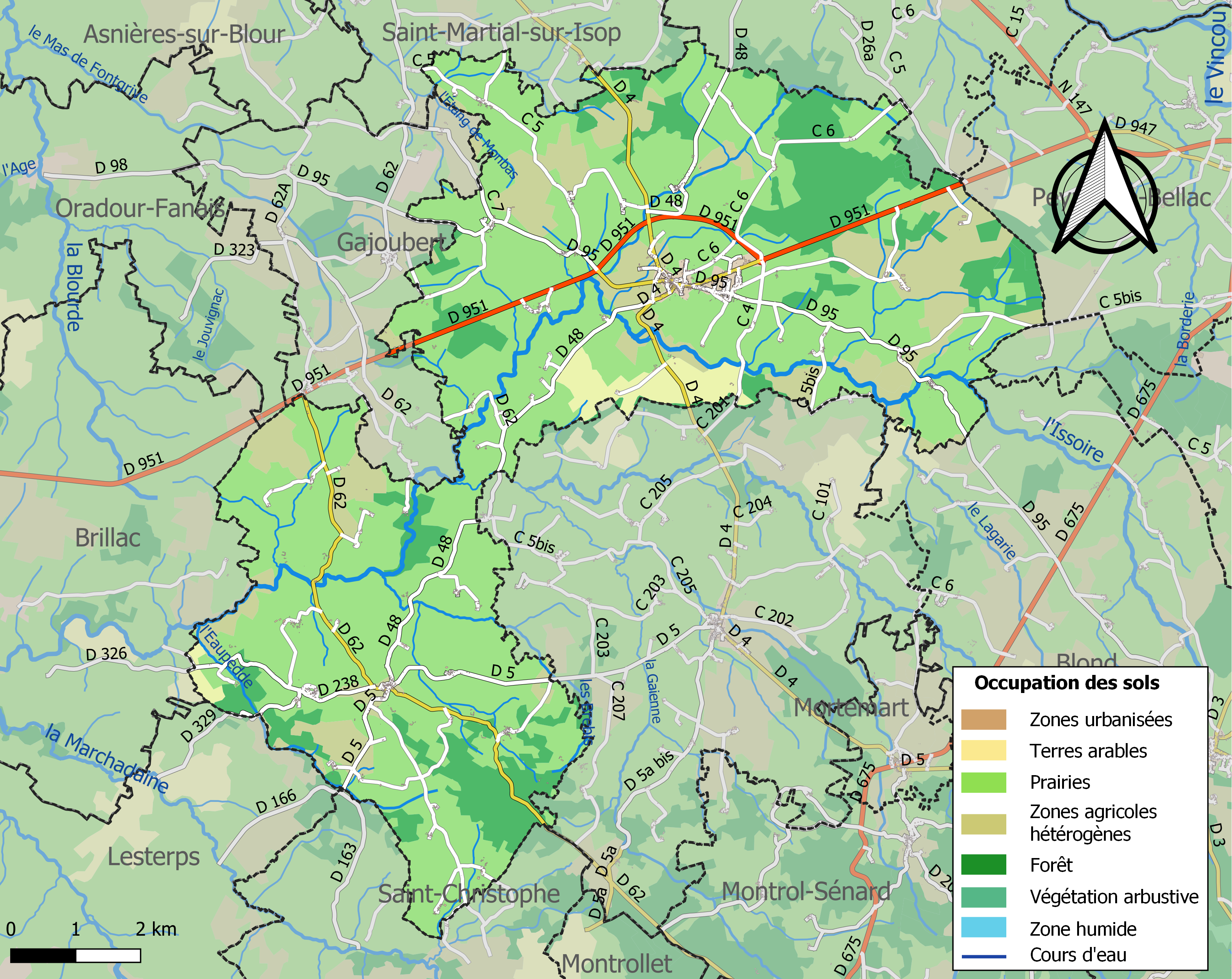
瓦勒迪苏瓦尔的OSM定位图

## 行政
瓦勒迪苏瓦尔的邮政编码为87330，INSEE市镇编码为87097。

## 政治
瓦勒迪苏瓦尔所属的省级选区为贝拉克县。

## 人口
瓦勒迪苏瓦尔于2022年1月1日时的人口数量为1031人。